# Livezi (Bákó megye)
Livezi település és községközpont Romániában, Moldvában, Bákó megyében.

## Fekvése
Balanyászától északra, a DN11-es út mellett fekvő település.

## Története
Községközpont, 6 falu: Bălăneasa, Livezi, Orășa, Poiana, Prăjoaia és Scăriga tartozik hozzá.
A 2002-es népszámláláskor 5308 lakosa volt, melynek 89,9%-a volt román. Ebből 83,8% görögkeleti ortodox, 7,19% római katolikus, a többi egyéb volt. A 2011-es népszámláláskor 5038 lakosa volt.